# KBS1
KBS1 – główny kanał stacji Korean Broadcasting System, znany wcześniej jako KBS TV/Channel 9, do momentu uruchomienia kanału KBS2 w 1980 roku. Jest najstarszym kanałem telewizyjnym w Korei Południowej i był następcą HLKZ-TV (Daehan Bangsong) – pierwszego kanału telewizyjnego w Korei. Jest to również jedyny kanał telewizyjny bez reklam free-to-air w kraju. Od 8 października 2012 roku nadaje 24 godziny na dobę.

## Historia
KBS TV rozpoczął nadawanie 31 grudnia 1961 roku jako pierwszy pełnowymiarowy kanał telewizyjny w Korei Południowej. Regularne transmisje rozpoczęto 15 stycznia następnego roku.
Kanał KBS1 był znany jako jeden z pierwszych komercyjnych stacji telewizyjnych w Korei Południowej. W 1963 roku rząd Korei Południowej przez parlament wprowadził system opłaty abonamentowych. Reklamy na KBS1 zostały zniesione w 1994 roku.
Monopol został złamany w 1965 roku, kiedy nadawanie rozpoczął TBC. W 1980 roku, po przejęciu przez KBS różnych nadawców prywatnych, kanał stał się znany jako KBS1.
8 października 2012 roku KBS1 zaczął nadawać 24 godziny na dobę jako pierwszy w Korei, mimo to przerywają emisję w niedzielę i poniedziałek w nocy, ze względu na konserwację techniczną.